# Hundvåkøy
Hundvåkøy est une île norvégienne dans le comté de Hordaland. Elle appartient administrativement à Austevoll.

## Géographie
Rocheuse et couverte d'une légère végétation et de quelques arbres, elle s'étend sur environ 6,9 km de longueur pour une largeur approximative de 2,4 km.
Elle compte 504 habitants répartis essentiellement sur les villages de Austevollshella (en) et de Toranger.